# نيك براون (سياسي)
نيك براون (بالإنجليزية: Nick Brown) هو سياسي بريطاني، ولد في 13 يونيو 1950 في المملكة المتحدة. حزبياً، نشط في حزب العمال.

## مناصب
- في الانتخابات العمومية للمملكة المتحدة 1983 [الإنجليزية]‏، انتخب عضو البرلمان التاسع والأربعون للمملكة المتحدة عن دائرة Newcastle upon Tyne East ‏ خلال فترته النيابية ‏ (9 يونيو 1983 – 18 مايو 1987).
- في الانتخابات العمومية للمملكة المتحدة 1987 [الإنجليزية]‏، انتخب عضو البرلمان الخمسون للمملكة المتحدة عن دائرة Newcastle upon Tyne East ‏ خلال فترته النيابية ‏ (11 يونيو 1987 – 16 مارس 1992).
- في الانتخابات العامة في المملكة المتحدة 1992 [الإنجليزية]‏، انتخب عضو البرلمان الحادي والخمسون للمملكة المتحدة عن دائرة Newcastle upon Tyne East ‏ خلال فترته النيابية ‏ (9 أبريل 1992 – 8 أبريل 1997).
- في الانتخابات العامة في المملكة المتحدة 1997 [الإنجليزية]‏، انتخب عضو البرلمان الثاني والخمسون للمملكة المتحدة عن دائرة نيوكاسل أبون تاين الشرقية ووالسيند وقد انضم خلال فترته النيابية ‏ (1 مايو 1997 – 14 مايو 2001) للكتلة البرلمانية حزب العمال.
- في الانتخابات العامة في المملكة المتحدة 2001، انتخب عضو برلمان المملكة المتحدة الـ53 عن دائرة نيوكاسل أبون تاين الشرقية ووالسيند وقد انضم خلال فترته النيابية ‏ (7 يونيو 2001 – 11 أبريل 2005) للكتلة البرلمانية حزب العمال.
- في الانتخابات العامة في المملكة المتحدة 2005، انتخب عضو برلمان المملكة المتحدة الـ54 عن دائرة نيوكاسل أبون تاين الشرقية ووالسيند وقد انضم خلال فترته النيابية ‏ (5 مايو 2005 – 12 أبريل 2010) للكتلة البرلمانية حزب العمال.
- في انتخابات المملكة المتحدة لعام 2010، انتخب عضو برلمان المملكة المتحدة الـ55 عن دائرة Newcastle upon Tyne East (UK Parliament constituency) [الإنجليزية]‏ وقد انضم خلال فترته النيابية ‏ (6 مايو 2010 – 30 مارس 2015) للكتلة البرلمانية حزب العمال.
- في الانتخابات العامة في المملكة المتحدة 2015، انتخب عضو برلمان المملكة المتحدة الـ56 عن دائرة Newcastle upon Tyne East (UK Parliament constituency) [الإنجليزية]‏ وقد انضم خلال فترته النيابية ‏ (8 مايو 2015 – 3 مايو 2017) للكتلة البرلمانية حزب العمال.
- في الانتخابات التشريعية البريطانية 2017، انتخب عضو برلمان المملكة المتحدة الـ57 عن دائرة Newcastle upon Tyne East (UK Parliament constituency) [الإنجليزية]‏ وقد انضم خلال فترته النيابية ‏ (8 يونيو 2017 – ) للكتلة البرلمانية حزب العمال.
- انتخب عضو مجلس الشورى البريطاني.
- انتخب زعيم ظل مجلس العموم [الإنجليزية]‏ (12 مايو 1994 – 21 يوليو 1994).
- انتخب Minister of Agriculture, Fisheries and Food [الإنجليزية]‏ (27 يوليو 1998 – 11 يونيو 2001).
- انتخب Chief Whip of the Labour Party [الإنجليزية]‏ (11 مايو 2010 – 7 أكتوبر 2010).
- انتخب ضابط أساسي [الإنجليزية]‏ (3 أكتوبر 2008 – 11 مايو 2010).

## روابط خارجية
- نيك براون على موقع مونزينجر (الألمانية)